# Sword Slayer
Sword Slayer è un videogioco di genere picchiaduro a incontri tra gladiatori, pubblicato nel 1988 per Amstrad CPC, Commodore 64 e ZX Spectrum dalla Players Software, un'etichetta economica della Interceptor Software. Solo nella versione Commodore 64, la prima realizzata, la schermata iniziale usa il titolo Spartacus: The Swordslayer. Nel 1989, con il titolo Gladiators, uscirono versioni per Amiga e Atari ST, edite dalla Smash 16, altra etichetta della Interceptor specializzata nei computer a 16 bit. Le versioni a 8 bit vennero generalmente considerate mediocri dalla critica.

## Modalità di gioco
Nella modalità a giocatore singolo si controlla il gladiatore schiavo Spartaco in una serie di combattimenti uno contro uno, prima nell'arena contro altri gladiatori, poi anche all'esterno, mentre Spartaco fugge verso la libertà e alcune guardie cercano di fermarlo.
I combattimenti sono bidimensionali, con Spartaco sempre rivolto verso destra e l'avversario sempre rivolto verso sinistra. La grafica delle versioni a 8 bit è caratterizzata da personaggi di dimensioni relativamente grandi, ma su Amstrad e Spectrum è monocromatica. Il personaggio è armato di spada e scudo e può compiere diverse mosse offensive e difensive, fare salti di altezza realistica e accovacciarsi. Una serie di icone sopra la scena indica i colpi che i due personaggi possono ancora subire prima della sconfitta; su Amiga e Atari ST si hanno invece, sotto la scena, due teste che si trasformano progressivamente in teschi. Spartaco ha una sola vita e la partita termina alla prima sconfitta.
I combattenti avversari sono perlopiù gladiatori e soldati, di difficoltà sempre crescente, ma senza differenze sostanziali nelle abilità, che sono analoghe a quelle del protagonista. Nelle versioni Amstrad e Spectrum non variano neppure nell'aspetto. In alcuni livelli tuttavia si deve lottare contro un'aquila che attacca volando. Ci sono anche alcuni livelli difensivi, dove Spartaco con le consuete mosse deve schivare o parare una serie di frecce che arrivano in orizzontale a diverse altezze. Nella versione Commodore 64 c'è inoltre una fase finale dove Spartaco fugge via su una biga, ferma rispetto allo schermo, e deve schivare con il corpo una serie di lance che gli vengono scagliate da dietro.
Nella modalità a due giocatori, disponibile solo nelle versioni a 8 bit, si compete nell'arena controllando sempre Spartaco e un altro gladiatore.